# 화성 용주사 청동향로
청동향로(靑銅香爐)는 경기도 화성시 용주사에 있는 조선시대의 청동향로이다. 1972년 5월 4일 경기도의 유형문화재 제12호로 지정되었다.

## 개요
조선 정조(재위 1776∼1800)가 아버지인 사도세자의 명복을 빌기 위해 창건한 용주사에 금동향로(경기도 유형문화재 제11호)와 함께 하사한 청동향로이다.
몸체는 8각형으로 각 면마다 꽃모양의 창을 만들고 그 안에 산과 물, 나무들을 도드라지게 새겨 넣었다. 면과 면이 이어진 모서리에는 소용돌이 문양이 있는 판을 따로 만들어 붙여, 경계를 이루고 있다. 목부분은 안으로 조금 들어 갔으며, 좁은 면사이에 ‘만세악’이란 글자를 새기고 덩굴로 장식하였다. 용모양이 조각된 반원모양의 손잡이가 2개 달려있다.
짧은 4개의 다리에는 아무런 장식이 없으며, 밖으로 벌어져 안정된 모습을 하고 있다.

## 참고 문헌
- 청동향로 - 국가유산청 국가유산포털